# Trofeul Carpați (handbal feminin) - Ediția a 14-a
Competiția din 1973 reprezintă a paisprezecea ediție a Trofeului Carpați la handbal feminin pentru senioare, turneu amical organizat anual de Federația Română de Handbal începând din 1959. Ediția din 1973, la care au luat parte șase echipe, a fost găzduită de orașul Pitești și s-a defășurat între 9-14 noiembrie 1973. Câștigătoarea turneului din 1973 a fost selecționata României.
Competiția s-a desfășurat în două serii, cu semifinale și finală.

## Echipe participante

### România
România a fost reprezentată de două selecționate naționale, România A și România B. Cele două echipe au fost pregătite de antrenorii Constantin Popescu Pilică și Dan Bălășescu.
| Portari - Elisabeta Ionescu - Lucreția Anca - Lidia Stan - Ana Man - Maria Oprea Extreme - Maria Bosi-Igorov - extremă stânga - Iuliana Hobincu - extremă dreapta - Christine Metzenrath-Petrovici - extremă stânga - Viorica Vieru - extremă dreapta Centri - Aneta Schramko - Petruța Băicoianu-Cojocaru - Maria Popa-Manta - Georgeta Vasile | Pivoți - Doina Furcoi - Rozália Soós Interi - Simona Arghir - inter dreapta - Elena Dobârceanu-Răducanu - Elena Frâncu - inter stânga - Hilda Hrivnak-Popescu - inter stânga - Constanța Ilie - Magdalena Miklós - inter stânga - Irene Oancea - inter stânga - Maria Serediuc - inter stânga |

### Republica Democrată Germană
Republica Democrată Germană a fost reprezentată de selecționata națională.

### Iugoslavia
Iugoslavia a fost reprezentată de selecționata națională.

### Ungaria
Ungaria a fost reprezentată de selecționata națională.

### Uniunea Sovietică
Uniunea Sovietică a fost reprezentată de selecționata națională.

## Partidele echipei România A
Partidele s-au desfășurat pe durata a patru zile, între 10-13 noiembrie 1973, în Sala Sporturilor din Pitești.
| 10 noiembrie 1973 | România A | 18 - 11 | România B | Sala Sporturilor, Pitești |
| 10 noiembrie 1973 | Soós 5    | (8-7)   |           | Sala Sporturilor, Pitești |
| 10 noiembrie 1973 |           |         |           | Sala Sporturilor, Pitești |

| 11 noiembrie 1973 | România A | 12 - 8 | Ungaria | Sala Sporturilor, Pitești |
| 11 noiembrie 1973 | Arghir 5  | (7-5)  |         | Sala Sporturilor, Pitești |
| 11 noiembrie 1973 |           |        |         | Sala Sporturilor, Pitești |

| 12 noiembrie 1973 | România A | 8 - 13 | Iugoslavia | Sala Sporturilor, Pitești |
| 12 noiembrie 1973 | Soós 4    | (4-7)  |            | Sala Sporturilor, Pitești |
| 12 noiembrie 1973 |           |        |            | Sala Sporturilor, Pitești |

| 13 noiembrie 1973 | România A | 20 - 17 | URSS | Sala Sporturilor, Pitești |
| 13 noiembrie 1973 | Miklós 5  | (14-9)  |      | Sala Sporturilor, Pitești |
| 13 noiembrie 1973 |           |         |      | Sala Sporturilor, Pitești |

| 14 noiembrie 1973 | România A | 10 - 9 | RDG | Sala Sporturilor, Pitești |
| 14 noiembrie 1973 | Soós 5    | (6-6)  |     | Sala Sporturilor, Pitești |
| 14 noiembrie 1973 |           |        |     | Sala Sporturilor, Pitești |

## Clasament și statistici
Ediția a paisprezecea a Trofeului Carpați la handbal feminin a fost câștigată de selecționata României.

### Clasamentul final
|   | România    |
|   | RDG        |
|   | Iugoslavia |
| 4 | Ungaria    |
| 5 | URSS       |
| 6 | România B  |

### Premii
- Cea mai bună jucătoare:  Marion Tietz
- Cea mai bună marcatoare:  Rozália Soós
- Cel mai bun portar:  Lidia Stan